# Município de Franklin (condado de Morrow, Ohio)
Localização do Ohio nos E.U.A.
O município de Franklin (em inglês: Franklin Township) é um município localizado no condado de Morrow no estado estadounidense de Ohio. No ano de 2010 tinha uma população de 1617 habitantes e uma densidade populacional de 22,69 pessoas por km².

## Geografia
O município de Franklin encontra-se localizado nas coordenadas 40° 31′ 39″ N, 82° 42′ 23″ O. Segundo a Departamento do Censo dos Estados Unidos, o município tem uma superfície total de 71.25 km², da qual 71,03 km² correspondem a terra firme e (0,31 %) 0,22 km² é água.

## Demografia
Segundo o censo de 2010, tinha 1617 pessoas residindo no município de Franklin. A densidade populacional era de 22,69 hab./km².